# زایا
زایا (به بلغاری: Zaya) یک منطقهٔ مسکونی در بلغارستان است که در شهرستان دریانوو واقع شده‌است.